# Kleiner Rauhberg
Der Kleine Rauhberg (auch Spirkelbacher Rauhberg) ist ein 371,2 m ü. NHN hoher Berg im südlichen Pfälzerwald. Er liegt im rheinland-pfälzischen Landkreis Südwestpfalz im Dahner Felsenland, einem Teil des Wasgaus, der vom Südteil des Pfälzerwaldes gebildet wird. Der Berg ist vollständig bewaldet. Am Berg befinden sich mit dem Rauhfels am Westhang, dem Krappenfels am Nordhang und dem Rauhbergpfeiler am Südhang markante Buntsandsteinfelsen. Die Felspartie ist als Naturdenkmal ND-7340-290 im Gemeindegebiet von Spirkelbach ausgewiesen.

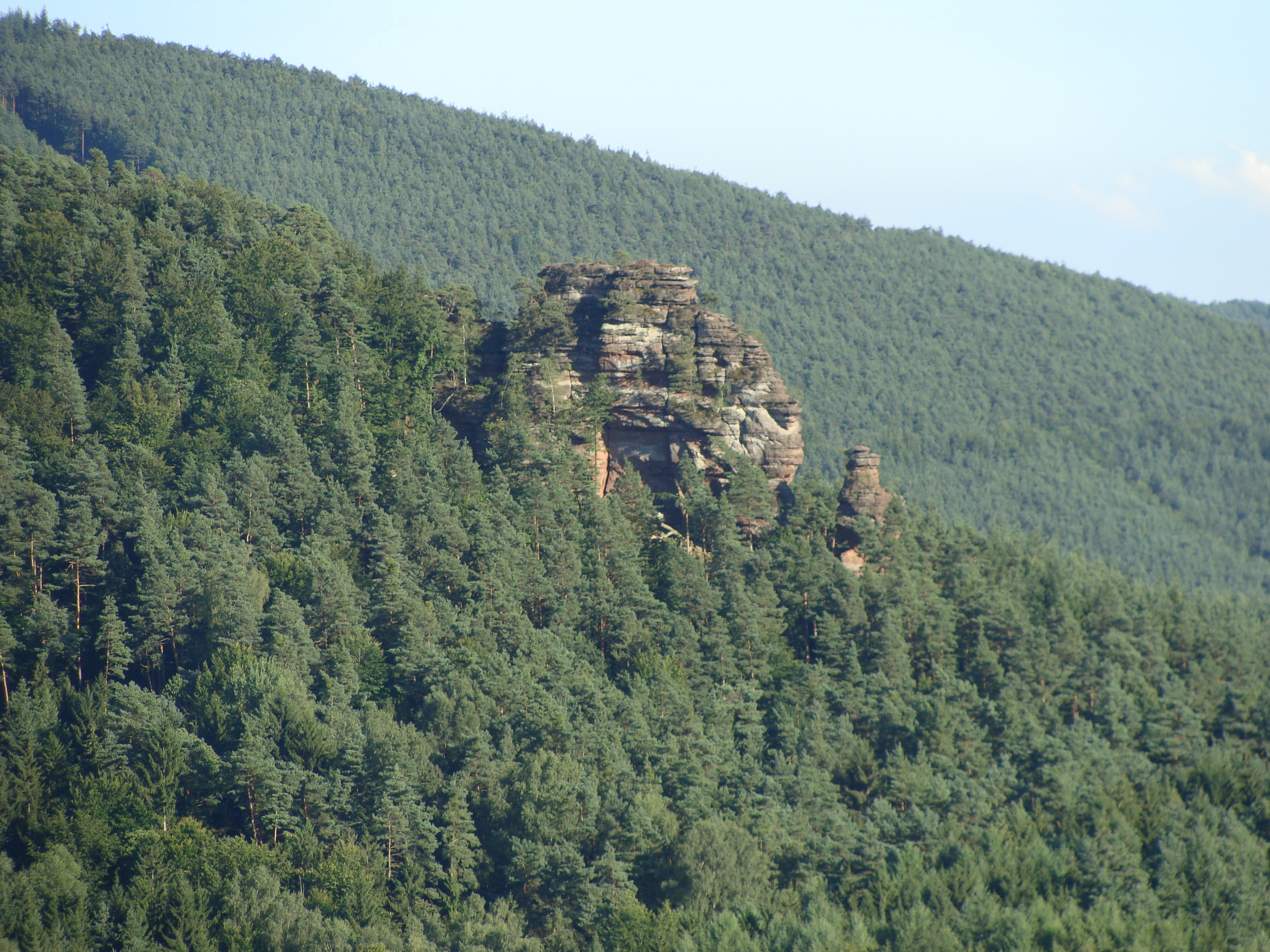
Rauhfels

## Lage
Der Berg liegt an der westlichen Grenze der Gemarkung der Gemeinde Spirkelbach. Diese liegt in einer Entfernung von 750 m Luftlinie östlich vom Berg. Die Entfernung nach Hauenstein im Westen  beträgt 1,4 km. Im Norden erhebt sich der nur wenig höhere Große Rauhberg (376,9 m ü. NHN) etwa 700 m Luftlinie entfernt, der schon auf der Gemarkung der Gemeinde Wilgartswiesen liegt. Im Westen des Berges fließt der Steinbach, der südlich von Hauenstein am Hülsenberg (447,2 m ü. NHN) entspringt und nordwestlich des Berges in die Queich mündet.

## Zugang und Wandern
Der Berg liegt im Wandergebiet Hauenstein. Der Zugang zum Berg kann von Hauenstein oder Spirkelbach erfolgen. Der Gipfel und die Buntsandsteinfelsen sind über Pfade erreichbar. Vom Rauhbergpfeiler ist eine Aussicht nach Süden in den Wasgau möglich. Mit der Spirkelbacher Rauhberg-Tour führt ein markierter lokaler Wanderweg über den Berg. Im Gipfelbereich befindet sich eine 350 m Stollenanlage, die als Teil einer militärischen Anlage des Westwalls errichtet wurde.